# Liste der Baudenkmäler in Burg an der Wupper
Die Liste der Baudenkmäler in Burg an der Wupper enthält die denkmalgeschützten Bauwerke auf dem Gebiet von Solingen-Burg an der Wupper, Stadtbezirk Burg/Höhscheid, in Nordrhein-Westfalen (Stand: 1. Juli 2022). Diese Baudenkmäler sind in der Denkmalliste der Stadt Solingen eingetragen; Grundlage für die Aufnahme ist das Denkmalschutzgesetz Nordrhein-Westfalen (DSchG NRW).

## Baudenkmäler
| Bild           | Bezeichnung                               | Lage                                                | Beschreibung | Bauzeit                                          | Eingetragen seit                                               | Denkmal- nummer |
| -------------- | ----------------------------------------- | --------------------------------------------------- | --- | ------------------------------------------------ | -------------------------------------------------------------- | --------------- |
| weitere Bilder | Diederichstempel Oberburg                 | Burg an der Wupper Karte                            | Achteckiger Aussichtspavillon im neoromanischen Stil                                                                                           | 1896                                             | 12. Juni 1997                                                  | 977             |
| weitere Bilder | Wohnhaus                                  | Burg an der Wupper Bertramsmühle 5, 7 Karte         | Zweigeschossiges Fachwerkhaus mit hohem Satteldach, zur Hofschaft Bertramsmühle gehörig                                                        |                                                  | 7. Dezember 1984                                               | 289             |
| weitere Bilder | Wohnhaus                                  | Burg an der Wupper Birken 1 Karte                   | Vollständig verschiefertes Fachwerkhaus mit Anbau, zur Hofschaft Birken gehörig                                                                |                                                  | 26. November 1984                                              | 290             |
| weitere Bilder | Wohnhaus                                  | Burg an der Wupper Birken 3 Karte                   | Eingeschossiges Fachwerkhaus mit Satteldach, zur Hofschaft Birken gehörig                                                                      |                                                  | 29. Oktober 1996                                               | 976             |
| weitere Bilder | Wohnhaus                                  | Burg an der Wupper Burger Landstraße 34 Karte       | Zweigeschossiges, traufenständiges Fachwerkhaus mit rückwärtigem Anbau                                                                         |                                                  | 7. Dezember 1984                                               | 291             |
| weitere Bilder | Wohnhaus                                  | Burg an der Wupper Burger Landstraße 91 Karte       | Eingeschossiges, traufenständiges Fachwerkhaus mit verschieferten Giebeln                                                                      |                                                  | 6. Dezember 1984                                               | 292             |
| weitere Bilder | Wohnhaus                                  | Burg an der Wupper Burger Landstraße 235 Karte      | Zweigeschossiges, giebelständiges Schieferhaus, zur ehemaligen Hofschaft Jagenberg gehörig                                                     |                                                  | 7. Dezember 1984                                               | 293             |
| weitere Bilder | Luhnshammer                               | Burg an der Wupper Burgtal 6 Karte                  | Ehemaliger Hammer mit Nebengebäude | 17. Jahrhundert                                  | 28. September 1984                                             | 128             |
| weitere Bilder | Fabrikanlage                              | Burg an der Wupper Burgtal 8 Karte                  | Fabrik Direktorenvilla Wehranlage | 1848                                             | 7. Dezember 1984                                               | 294             |
| weitere Bilder | Wohnhaus                                  | Burg an der Wupper Burgtalstraße 4 Karte            | Ehemalige Bergische Handweberei, zweigeschossiges Schieferhaus mit Krüppelwalmdach und zentralem Zwerchhaus mit geschwungenem Dach             |                                                  | 25. Oktober 1984                                               | 127             |
| weitere Bilder | Wohnhaus                                  | Burg an der Wupper Eschbachstraße 7 Karte           | Zweigeschossiges, traufenständiges Schieferhaus mit Satteldach, eine bauliche Einheit mit Eschbachstraße 9, 11                                 |                                                  | 29. März 1999                                                  | 995             |
| weitere Bilder | Wohnhaus                                  | Burg an der Wupper Eschbachstraße 9 Karte           | Zweigeschossiges, voll verschiefertes Wohnhaus, eine bauliche Einheit mit Eschbachstraße 7, 11                                                 |                                                  | 7. Dezember 1984                                               | 309             |
| weitere Bilder | Wohnhaus                                  | Burg an der Wupper Eschbachstraße 11 Karte          | Zweigeschossiges, giebelständiges Wohnhaus mit Schieferverkleidung, eine bauliche Einheit mit Eschbachstraße 7, 9                              |                                                  | 22. März 1999                                                  | 992             |
| weitere Bilder | Wohn- und Geschäftshaus                   | Burg an der Wupper Eschbachstraße 12, 16, 18 Karte  | Schieferverkleideter Gebäudekomplex mit charakteristischem Dachausbau                                                                          |                                                  | 7. Dezember 1984                                               | 308             |
| weitere Bilder | Wohnhaus                                  | Burg an der Wupper Eschbachstraße 13 Karte          | Giebelständiges, verschiefertes Wohnhaus mit hohem Satteldach                                                                                  |                                                  | 22. März 1999                                                  | 993             |
| weitere Bilder | Wohnhaus                                  | Burg an der Wupper Eschbachstraße 20 Karte          | Zweigeschossiges Fachwerkhaus |                                                  | 7. Dezember 1984                                               | 307             |
| weitere Bilder | Wohnhaus                                  | Burg an der Wupper Eschbachstraße 22 Karte          | Kleines, zweigeschossiges Fachwerkhaus | 1554 / 55                                        | 7. Dezember 1984                                               | 306             |
| weitere Bilder | Brezelbäckerhaus                          | Burg an der Wupper Eschbachstraße 31–37 Karte       | Dreigeschossiger Fachwerkhauskomplex | 1653                                             | 18. September 1984                                             | 6               |
| weitere Bilder | Wohnhaus                                  | Burg an der Wupper Eschbachstraße 41 Karte          | Zweigeschossiges, voll verschiefertes Wohnhaus                                                                                                 |                                                  | 14. Januar 1985                                                | 305             |
| weitere Bilder | Wohn- und Geschäftshaus                   | Burg an der Wupper Eschbachstraße 44 Karte          | Kleines, zweigeschossiges Gebäude mit Schieferverkleidung                                                                                      |                                                  | 7. Dezember 1984                                               | 304             |
| weitere Bilder | Wohnhaus                                  | Burg an der Wupper Eschbachstraße 45 Karte          | Dreigeschossiges, giebelständiges Fachwerkhaus mit Schieferverkleidung                                                                         |                                                  | 7. Dezember 1984                                               | 303             |
| weitere Bilder | Wohnhaus                                  | Burg an der Wupper Eschbachstraße 47, 49 Karte      | Zweigeschossiges, traufständiges Fachwerkhaus mit vollständiger Schieferverkleidung                                                            |                                                  | 7. Dezember 1984                                               | 301             |
| weitere Bilder | ehemalige Schule                          | Burg an der Wupper Eschbachstraße 48 Karte          | Zweigeschossiger, traufenständiger, Putzbau im Stil des Frühklassizismus                                                                       | um 1834                                          | 26. November 1984                                              | 302             |
| weitere Bilder | Wohnhaus                                  | Burg an der Wupper Eschbachstraße 50 Karte          | Traufständiges, teils verschiefertes Wohnhaus                                                                                                  |                                                  | 7. Dezember 1984                                               | 300             |
| weitere Bilder | Wohnhaus                                  | Burg an der Wupper Eschbachstraße 52 Karte          | Gebäudekomplex aus voll verschiefertem Fachwerk                                                                                                |                                                  | 7. Dezember 1984                                               | 299             |
| weitere Bilder | Tür                                       | Burg an der Wupper Eschbachstraße 79 Karte          | |                                                  | 7. Dezember 1984                                               | 298             |
| weitere Bilder | Wohnhaus                                  | Burg an der Wupper Eschbachstraße 89 Karte          | Zweigeschossiges, voll verschiefertes Fachwerkhaus                                                                                             |                                                  | 7. Dezember 1984                                               | 297             |
| weitere Bilder | Haustür                                   | Burg an der Wupper Eschbachstraße 105 Karte         | |                                                  | 18. Dezember 1984                                              | 296             |
| weitere Bilder | Pumpe                                     | Burg an der Wupper Eschbachstraße 113 Karte         | Historische Schwengelpumpe am Haus |                                                  | 7. Dezember 1984                                               | 295             |
| weitere Bilder | Wohnhaus                                  | Burg an der Wupper Hahnstraße 1 Karte               | Steil proportioniertes, giebelständiges, teils verputztes Schieferhaus mit Schleppdach                                                         |                                                  | 7. Dezember 1984 17. Oktober 2006 (Anbau)                      | 310             |
| weitere Bilder | Villa                                     | Burg an der Wupper Hasencleverstraße 19 Karte       | Zweigeschossige Fabrikantenvilla im Neubergischen Stil                                                                                         | 1911                                             | 7. Dezember 1984                                               | 311             |
| weitere Bilder | ehemalige Schule Unterburg                | Burg an der Wupper Hasencleverstraße 30 Karte       | Eingeschossiger Putzbau im Heimatstil mit verwinkeltem Grundriss                                                                               | 1951                                             | 4. Juni 2012                                                   | 1037            |
| weitere Bilder | ehemaliges Forsthaus                      | Burg an der Wupper Höhrath 81 Karte                 | Eingeschossiges Schieferhaus mit Satteldach |                                                  | 26. Oktober 1984                                               | 140             |
| weitere Bilder | Wohnhaus                                  | Burg an der Wupper Höhrath 114 Karte                | Zweigeschossiges Schieferhaus mit Satteldach, eine bauliche Einheit mit Höhrath 116                                                            |                                                  | 7. Dezember 1984                                               | 312             |
| weitere Bilder | Wohnhaus                                  | Burg an der Wupper Höhrath 116 Karte                | Zweigeschossiges Schieferhaus mit Satteldach, eine bauliche Einheit mit Höhrath 114                                                            |                                                  | 7. Dezember 1984                                               | 313             |
| weitere Bilder | ehemaliges Pfarrhaus                      | Burg an der Wupper Lehmkuhle 12 Karte               | Zweigeschossiger, traufenständiger Putzbau im Neubergischen Stil, Obergeschoss verschiefert                                                    | Anfang 20. Jahrhundert                           | 15. April 1999                                                 | 997             |
| weitere Bilder | Wohnhaus                                  | Burg an der Wupper Lehmkuhle 15 Karte               | Zweigeschossiges, traufenständiges Schieferhaus mit Satteldach                                                                                 |                                                  | 7. Dezember 1984                                               | 316             |
| weitere Bilder | Ehrenmal                                  | Burg an der Wupper Mosesberg Karte                  | |                                                  | 28. September 1984                                             | 116             |
| weitere Bilder | ehemalige Kameralmühle                    | Burg an der Wupper Mühlendamm 2 Karte               | Dreigeschossiger, giebelständiger Ziegelbau mit Satteldach                                                                                     | um 1756                                          | 22. März 1999                                                  | 989             |
| weitere Bilder | Wohnhaus                                  | Burg an der Wupper Mühlendamm 4 Karte               | Zweigeschossiges Flachdach-Wohnhaus mit steinernem Erdgeschoss und verschiefertem Obergeschoss                                                 |                                                  | 22. März 1999                                                  | 990             |
| weitere Bilder | Wohnhaus                                  | Burg an der Wupper Mühlendamm 8, 10 Karte           | Zweigeschossiges, traufenständiges Fachwerkhaus mit Bruchsteinsockel und Satteldach                                                            |                                                  | 7. Dezember 1984                                               | 317             |
| weitere Bilder | Wohnhaus                                  | Burg an der Wupper Mühlendamm 12 Karte              | Dreigeschossiges, giebelständiges Fachwerkhaus mit Satteldach                                                                                  |                                                  | 7. Dezember 1984                                               | 318             |
| weitere Bilder | Wohnhaus                                  | Burg an der Wupper Mühlendamm 14 Karte              | Zweigeschossiges, traufenständiges Schieferhaus, eine bauliche Einheit mit Mühlendamm 16, 18                                                   |                                                  | 7. Dezember 1984                                               | 319             |
| weitere Bilder | Wohnhaus                                  | Burg an der Wupper Mühlendamm 16 Karte              | Zweigeschossiges, traufenständiges Schieferhaus, eine bauliche Einheit mit Mühlendamm 14, 18                                                   |                                                  | 25. Mai 1993                                                   | 320             |
| weitere Bilder | Wohnhaus                                  | Burg an der Wupper Mühlendamm 18 Karte              | Zweigeschossiges, traufenständiges Schieferhaus, Giebelwand fachwerksichtig, eine bauliche Einheit mit Mühlendamm 16, 18                       |                                                  | 7. Dezember 1984                                               | 321             |
| weitere Bilder | Haustür                                   | Burg an der Wupper Mühlendamm 32 Karte              | |                                                  | 7. Dezember 1984                                               | 322             |
| weitere Bilder | Wohnhaus                                  | Burg an der Wupper Mühlendamm 46 Karte              | Eingeschossiges, traufenständiges Fachwerkhaus mit Satteldach                                                                                  |                                                  | 7. Dezember 1984                                               | 323             |
| weitere Bilder | evangelischer Friedhof                    | Burg an der Wupper Müngstener Straße Karte          | Grabmale aus der Mitte des 18. und 19. Jahrhunderts                                                                                            | um 1744                                          | 5. Dezember 1984                                               | 334             |
| weitere Bilder | Doppelwohnhaus                            | Burg an der Wupper Müngstener Straße 2 Karte        | Dreigeschossiges, giebelständiges Fachwerkhaus mit Ladeneinbau im Erdgeschoss                                                                  |                                                  | 5. Dezember 1984                                               | 324             |
| weitere Bilder | Doppelwohnhaus                            | Burg an der Wupper Müngstener Straße 4 Karte        | Dreigeschossiges, giebelständiges Fachwerkhaus mit rückwärtigem Anbau                                                                          |                                                  | 5. Dezember 1984                                               | 325             |
| weitere Bilder | Wohnhaus                                  | Burg an der Wupper Müngstener Straße 7 Karte        | Zweigeschossiges, giebelständiges Fachwerkhaus mit Satteldach                                                                                  |                                                  | 5. Dezember 1984                                               | 326             |
| weitere Bilder | Wohnhaus                                  | Burg an der Wupper Müngstener Straße 12 Karte       | Zweigeschossiges, giebelständiges Schieferhaus mit Satteldach                                                                                  |                                                  | 5. Dezember 1984                                               | 327             |
| weitere Bilder | Wohnhaus                                  | Burg an der Wupper Müngstener Straße 14 Karte       | Zweigeschossiges, traufenständiges Schieferhaus mit Satteldach                                                                                 |                                                  | 5. Dezember 1984                                               | 328             |
| weitere Bilder | Wohnhaus                                  | Burg an der Wupper Müngstener Straße 22 Karte       | Zweigeschossiges, traufenständiges Fachwerkhaus mit hohem Putzsockel und Freitreppe                                                            |                                                  | 5. Dezember 1984                                               | 331             |
| weitere Bilder | ehemaliges evangelisches Pfarrhaus        | Burg an der Wupper Müngstener Straße 23 Karte       | Zweigeschossiger, traufenständiger Putzbau mit Krüppelwalmdach in 5:2 Achsen, nach Plänen des Landbauinspektors O. von Gloeden                 | 1831/1832                                        | 19. Dezember 1984                                              | 332             |
| weitere Bilder | evangelische Kirche                       | Burg an der Wupper Müngstener Straße 25 Karte       | Schlichter tonnengewölbter Saalbau aus Bruchstein mit kleinem Turm auf der Südseite im Stil des Bergischen Barock                              | 1732, 1787 (Turm)                                | 5. Dezember 1984                                               | 333             |
| weitere Bilder | Müngstener Brücke                         | Burg an der Wupper Müngstener Brückenweg Karte      | Stählerne Bogenbrücke der Bahnstrecke Solingen–Remscheid                                                                                       | 1894 bis 1897                                    | 6. Mai 1985                                                    | 366             |
| weitere Bilder | Gaststättengebäude                        | Burg an der Wupper Schlossbergstraße 3 Karte        | Zweigeschossiges, traufenständiges Schieferhaus mit Saalanbau                                                                                  | 1707 (Türinschrift)                              | 5. Dezember 1984 (Haustür) 22. März 1999 (Gesamtgebäude)       | 344             |
| weitere Bilder | Gaststättengebäude                        | Burg an der Wupper Schlossbergstraße 4 Karte        | Dreigeschossiges, giebelständiges Schieferhaus mit Saalanbau                                                                                   |                                                  | 22. März 1999                                                  | 991             |
| weitere Bilder | Wohnhaus                                  | Burg an der Wupper Schlossbergstraße 5 Karte        | Eingeschossiges, giebelständiges Schieferhaus mit Krüppelwalmdach                                                                              |                                                  | 22. März 1999                                                  | 994             |
| weitere Bilder | Wohnhaus                                  | Burg an der Wupper Schlossbergstraße 6 Karte        | Zweigeschossiges, traufenständiges Fachwerkhaus mit Satteldach und verschieferter Dachgaube                                                    | 1654 (Türinschrift)                              | 10. Dezember 1984 (Fachwerkwand) 22. März 1999 (Gesamtgebäude) | 345             |
| weitere Bilder | Wohnhaus                                  | Burg an der Wupper Schlossbergstraße 14, 16 Karte   | Zweigeschossiges, traufenständiges Schieferdoppelhaus mit Satteldach                                                                           |                                                  | 10. Dezember 1984                                              | 346             |
| weitere Bilder | Wohnhaus                                  | Burg an der Wupper Schlossbergstraße 20 Karte       | Zweigeschossiges, traufenständiges Fachwerkhaus mit Putzsockel, Satteldach und Freitreppe                                                      |                                                  | 5. Dezember 1984                                               | 347             |
| weitere Bilder | Wohnhaus                                  | Burg an der Wupper Schlossbergstraße 22 Karte       | Zweigeschossiges, traufenständiges Fachwerkhaus mit Satteldach                                                                                 |                                                  | 5. Dezember 1984                                               | 348             |
| weitere Bilder | Wohnhaus                                  | Burg an der Wupper Schlossbergstraße 24, 26 Karte   | Zweigeschossiges, giebelständiges Fachwerkhaus mit Satteldach, daran angebaut ein eingeschossiges, traufenständiges Fachkwerhaus mit Dachgaube | 1665 (Türinschrift)                              | 5. Dezember 1984                                               | 349             |
| weitere Bilder | Wohnhaus                                  | Burg an der Wupper Schlossbergstraße 35 Karte       | Zweigeschossiges, traufenständiges Fachwerkhaus mit Putzsockel und Satteldach                                                                  |                                                  | 5. Dezember 1984                                               | 350             |
| weitere Bilder | Wohnhaus                                  | Burg an der Wupper Schlossbergstraße 53 Karte       | Zweigeschossiges, giebelständiges Schieferhaus in drei Achsen                                                                                  |                                                  | 10. Dezember 1984                                              | 351             |
| weitere Bilder | Schloss Burg                              | Burg an der Wupper Schlossplatz 1, 2 Karte          | Rekonstruierte Burganlage mit Burgmauern und diversen Einzelbauten                                                                             | 12. Jahrhundert, 1890 bis 1914 (Rekonstruktion)  | 2. Oktober 1984                                                | 25              |
| weitere Bilder | Wohn- und Geschäftshaus                   | Burg an der Wupper Schlossplatz 5 Karte             | Eingeschossiges, traufenständiges Schieferhaus mit Satteldach                                                                                  |                                                  | 5. Dezember 1984                                               | 356             |
| weitere Bilder | Wohnhaus                                  | Burg an der Wupper Schlossplatz 6 Karte             | Zweigeschossiges, traufenständiges Schieferhaus mit Bruchsteinsockel und Satteldach                                                            |                                                  | 5. Dezember 1984                                               | 357             |
| weitere Bilder | Gaststättengebäude                        | Burg an der Wupper Schlossplatz 7, 9 Karte          | Zweigeschossiges, traufenständiges Schieferhaus mit Satteldach                                                                                 |                                                  | 5. Dezember 1984                                               | 355             |
| weitere Bilder | Gaststättengebäude                        | Burg an der Wupper Schlossplatz 11 Karte            | Zweigeschossiges, traufenständiges Schieferhaus mit Satteldach                                                                                 |                                                  | 5. Dezember 1984                                               | 354             |
| weitere Bilder | ehemalige Schule                          | Burg an der Wupper Schlossplatz 16 Karte            | Zweigeschossiger Putzbau im Stil des Historismus                                                                                               | 1843, 1887 (Umbau, Erweiterung)                  | 19. April 2000                                                 | 1007            |
| weitere Bilder | katholische Kirche                        | Burg an der Wupper Schlossplatz 20 Karte            | Schlichter Putzbau im romanischen Stil mit kleinem Dachreiter und spitzer Turmhaube                                                            | um 1220 (Ostbau), 1648 (Erneuerung), 1771 (Turm) | 5. März 1986                                                   | 352             |
| weitere Bilder | katholisches Pfarrhaus und Küsterei       | Burg an der Wupper Schlossplatz 21 Karte            | Zweigeschossiger Natursteinbau mit Krüppelwalmdach, Giebelseite verschiefert                                                                   | 1896                                             | 5. März 1986                                                   | 353             |
| weitere Bilder | Ev. Friedhof (seit 2015 Kommunalfriedhof) | Burg an der Wupper Solinger Straße Karte            | Grabmal Jörgens |                                                  | 5. Dezember 1984                                               | 336             |
| weitere Bilder | Ev. Friedhof (seit 2015 Kommunalfriedhof) | Burg an der Wupper Solinger Straße Karte            | Grabmal van Randenborgh |                                                  | 5. Dezember 1984                                               | 336             |
| weitere Bilder | Wohnhaus                                  | Burg an der Wupper Solinger Straße 2 Karte          | Zwei- bis dreigeschossiges Fachwerkhaus, einige Fassadenteile verschiefert                                                                     | 1789                                             | 5. Dezember 1984                                               | 335             |
| weitere Bilder | Rathaus Burg                              | Burg an der Wupper Solinger Straße 5 Karte          | Zweigeschossiger, traufenständiger Backsteinbau in sechs Achsen einschließlich rückwärtiger Fachwerkschuppen                                   | 1889                                             | 15. Juni 1999                                                  | 1000            |
| weitere Bilder | Wohnhaus                                  | Burg an der Wupper Steinsiepen 9 Karte              | Zweigeschossiges Fachwerkhaus mit Satteldach, zur Hofschaft Steinsiepen gehörig                                                                |                                                  | 5. Dezember 1984                                               | 358             |
| weitere Bilder | Wohnhaus                                  | Burg an der Wupper Steinsiepen 11 Karte             | Zweigeschossiges Fachwerkhaus mit Satteldach, zur Hofschaft Steinsiepen gehörig                                                                |                                                  | 5. Dezember 1984                                               | 359             |
| weitere Bilder | Wohnhaus                                  | Burg an der Wupper Steinweg 7 Karte                 | Zweigeschossiges, traufenständiges Schieferhaus mit rückwärtigem Anbau                                                                         |                                                  | 5. Dezember 1984                                               | 360             |
| BW             | Stein mit Inschrift in der Grundmauer     | Burg an der Wupper Steinweg 16 Karte                | Objekt von außen nicht sichtbar |                                                  | 5. Dezember 1984                                               | 361             |
| weitere Bilder | Wohnhaus                                  | Burg an der Wupper Steinweg 21 Karte                | Zweigeschossiges, traufenständiges Schieferhaus mit Satteldach                                                                                 |                                                  | 16. Oktober 1984                                               | 84              |
| weitere Bilder | Gasthaus in den Straßen                   | Burg an der Wupper Wermelskirchener Straße 12 Karte | Zweigeschossiges Schieferhaus mit Satteldach, nördliche Giebelseite in Sichtfachwerk                                                           | 1673                                             | 5. Dezember 1984                                               | 363             |
| weitere Bilder | Wohnhaus                                  | Burg an der Wupper Wermelskirchener Straße 13 Karte | Zweigeschossiges, traufenständiges Bruchsteinhaus mit Satteldach                                                                               |                                                  | 9. Oktober 1984                                                | 65              |
| weitere Bilder | Wohnhaus                                  | Burg an der Wupper Wermelskirchener Straße 40 Karte | Eingeschossiges Fachwerkhaus mit Satteldach |                                                  | 5. Dezember 1984                                               | 364             |
| weitere Bilder | Wohnhaus                                  | Burg an der Wupper Wermelskirchener Straße 46 Karte | Zweigeschossiges, giebelständiges Schieferhaus mit Mansarddach                                                                                 | um 1845                                          | 5. Dezember 1984                                               | 365             |